# Rui Sakuragi
Rui Sakuragi (en japonés: 桜樹ルイ; romanizado: Sakuragi Rui) (Prefectura de Kumamoto, 8 de marzo de 1970) es una actriz, AV Idol, gravure idol y bailarina erótica japonesa. Ha sido descrita como una "real AV Queen", estando en el "top japonés de AV Idols de mediados de los años 1990", y la "estrella más grande" de la industria nipona en 1992. Además de su carrera audiovisual, ha aparecido en películas convencionales y en televisión.

## Vida y carrera
Natural de Tokio, comenzó su carrera como modelo de huecograbado (gravure idol). En abril de 1989, apenas un mes después de cumplir los 18 años, debutó como actriz AV con el sello VIP, usando inicialmente el nombre artístico de Masako Ichinose, que poco después cambió a su nombre más reconocido. Pese a que llegó a trabajar para otros estudios, VIP (y su sucesora Atlas21) fue su sello principal durante los dos años siguientes. Su trabajo para ellos incluyó una orgía de siete hombres en Golden Pavilion Temple 2 u otro de temática cosplay en The Uniform Connection Special. En abril de 1992 Sakuragi anunció su retirada de la industria, con un último lanzamiento titulado The Last of Rui Sakuragi.
Según un artículo de 1992, mientras que una atractiva protagonista audiovisual podía cobrar entre 1,5 y 2 millones de yenes (entre 10-15 000 dólares de la época) por un video, "Sakuragi, la estrella más grande en la actualidad" ganaba 3 millones de yenes (más de 20 000 dólares) por proyecto.
Aunque Sakuragi se había casado poco antes de su retiro, se aburrió de su nuevo estilo de vida y comenzó a trabajar como estríper en clubes de todo Japón. Casi cuatro años después, divorciada y necesitada de dinero, Sakuragi regresó a AV con un contrato con Atlas21 para tres videos comenzando con Phoenix Once Again en marzo de 1996. Después del tercer video, Super AV Idol Legend, la respuesta de los fans la convenció de hacer una cuarta y última película, Good Bye Rui Sakuragi. Desde su retiro, Atlas21, Kuki y Alice Japan publicaron compilaciones de sus videos anteriores.
Durante su carrera de AV y después de su retiro, Sakuragi también trabajó ampliamente en las películas de corriente softcore y de pinky violence, así como producciones de V-Cinema. En febrero de 1992 apareció en Sakuragi Rui: Gushonure Kahanshin, dirigida por la destacada directora de Roman Porno Sachi Hamano. Otra película fue Paris Fantasy, de marzo de 1992, un drama de romance y venganza ambientado en la industria de la moda parisina donde coprotagonizó por Kayo Matsuo. También tuvo un papel principal en un episodio del drama televisivo Kaseifu ha Mita!, emitida por TV Asahi el 4 de diciembre de 1997. Más tarde, fue una habitual en el drama de suspenso e historia de amor de Nippon Television Tsumetai tsuki, que se desarrolló en 10 episodios de enero a marzo de 1998. En 2002, dio su voz a un personaje de animación en la película de anime y de terror erótico Youjuu Kyoushitsu 2, con otra ex AV Idol, Riria Yoshikawa.